# Country-Musik 1935
Die Liste bietet eine Übersicht über das Jahr 1935 im Genre Country-Musik.

## Ereignisse
- Der CJCH Saturday Night Hoedown geht in Halifax, Nova Scotia (Kanada) erstmals auf Sendung
- Die KMBC Brush Creek Follies gehen in Kansas City, Missouri, erstmals auf Sendung
- Der WHN Barn Dance geht in New York City erstmals auf Sendung. Es ist die erste Barn Dance Show, die in New York startet.

## Top-Hits des Jahres
- Can the Circle Be Unbroken (Bye and Bye) – The Carter Family
- I Want to Be a Cowboy’s Sweetheart – Patsy Montana and the Prairie Ramblers
- Just Because – The Shelton Brothers
- Ole Faithful – Gene Autry
- St. Louis Blues – Milton Brown and his Brownies
- Silver Haired Daddy of Mine 1 – Gene Autry & Jimmy Long
- Tumbling Tumbleweeds – Gene Autry
- Under the Double Eagle – Bill Boyd and his Cowboy Ramblers
- Nobody's Darling But Mine – Jimmie Davis

## Geboren
- 8. Januar – Elvis Presley
- 2. Februar – Glenn Barber
- 7. April – Bobby Bare
- 22. April – W.S. „Fluke“ Holland

## Gestorben
- 15. August – Will Rogers